# Offensive de Siauliai
Pour un article plus général, voir Opération Bagration.
Seconde guerre mondiale
L'offensive Šiauliai (russe : Шяуляйская наступательная) fut une opération des forces soviétiques du 1er Front de la Baltique, commandé par le général Hovhannes Bagramian, qui se déroula du 5 au 29 août 1944, pendant la 2e Guerre mondiale.  C'était la 3e phase de l'Opération stratégique en Biélorussie (connue aussi comme l'opération Bagration), qui jeta les troupes allemandes hors d'une grande partie de la Lituanie. L'objectif tactique principal était la ville de Šiauliai (russe : Шяуля́й, Šiauliai  ; allemand : Schaulen).

## Rôle dans l'offensive
La STAVKA fixe un nouvel objectif : la Baltique. L'offensive Siauliai (Chiaouliai) est un des objectifs secondaires assignés au 1er front de la Baltique, dans la course vers l'ouest et le nord-ouest.

## Forces en présence

### Wehrmacht
- Éléments du Groupe d'armées Centre (Heersgruppe Mitte) (Feld-maréchal Walter Model)
  - Aile Nord de la IIIe Panzer Armee (Colonel-Général Georg-Hans Reinhardt)
    - XVe corps d'armée (Colonel-Général Johannes Frießner)
- Éléments du Groupe d'armées Nord (Colonel-Général Johannes Frießner) 
  - Aile sud de la XVIe armée (Général Paul Laux)

### Armée rouge
- 1er front de la Baltique (Général Hovhannes Bagramian)
  - 2e armée de la Garde (Général-lieutenant Porfiri Tchantchibadze (en)
  - 6e armée de la Garde (Général-lieutenant Ivan Tchistiakov)
  - 39e armée (Général-lieutenant Ivan Lioudnikov)
  - 43e armée  (Général-lieutenant Afanasi Beloborodov (en))
  - 51e armée (Général-lieutenant Iakov Kreïzer (en))

## Offensive

### Phase initiale
En juillet 1944, la 2e phase de l'opération Bagration s'est achevée avec un grand succès. Le Groupe d'armées Centre allemand est en lambeaux et l'aile nord de l'assaut soviétique menace de piéger le Groupe d'armées Nord en Lettonie et en Estonie. Les forces du front qui participent à l'offensive stratégique soviétique (la 6e Armée de la Garde soviétique et 43e armée soviétique) avancent sur la ligne de la rivière Duna, à l'ouest de Voropaevo et du lac Naratch (lac Naroch) depuis le 4 juillet, avec pour mission de commencer à avancer en direction de Švenčionys, Kaunas et, pour une partie des forces, vers Panevėžys et Šiauliai. Le Front est renforcé par la 39e Armée soviétique, concentrée sur l'aile gauche du Front le 10 juillet 1944, ainsi que par la 2e Garde et la 51e Armée de réserve de la Stavka, l'arrivée de ces forces étant prévue pour la seconde moitié de juillet. L'offensive commence le 5 juillet par un assaut de deux corps de fusiliers de la 6e Garde et de trois corps de fusiliers de la 43e Armée, soutenus par un corps réduit de blindés (1er corps blindé soviétique).
Faisant face, deux corps d'armée allemands sont positionnés sur les ailes adjacentes des Groupes d'armées Nord et Centre. Les panzers de Hyazinth Graf Strachwitz (der Panzer Graf) avaient été envoyés de la capitale lettonne, Riga. Lors d'une féroce bataille défensive, ils ont stoppé, fin juillet 1944, l'avance du 1er front de la Baltique d'Hovhannes Bagramian. Strachwitz, revenant au service actif, fait fonction de commandant d'une brigade d'artillerie du groupe d'armées. L'unité Strachwitz Panzerverband est brisée fin juillet. Le matin du 10 juillet, la 39e Armée soviétique est introduite dans la bataille, conduisant l'assaut sur Kaunas. Le 12 juillet, le front de l'offensive de trois armées a progressé de 200 km, les troupes adverses du Groupe d'armées Nord offrant une faible résistance. Début août, les soviétiques sont prêts à tenter de couper le Groupe d'armées Centre du Groupe d'armées Nord.

### Transfert de Kaunas sur Siauliai
Comme résultat du développement de l'offensive, la STAVKA modifie la direction de l'attaque principale du 1er front Balte de Kaunas vers Šiauliai. La 39e armée, ainsi que le secteur de son attaque, est transférée au 3e Front biélorusse le 14 juillet (voir l'opération de l'Offensive Kaunas). En échange, le 1er front de la Baltique reçoit le 3e corps mécanisé de la Garde.
Pour le développement de l'offensive sur l'axe de Šiauliai, la 2e armée de la Garde et la 51e armée sont jetées dans la bataille le 14 juillet. Vers le 22 juillet, les troupes libèrent Panevėžys - un important centre de communication du Groupe d'armées Nord. Le 27 juillet, le 3e Gardes mécanisés, en coopération avec les unités d'armes combinées de la 51e Armée soviétique, libérent Šiauliai, qui avait été tenue pas une force réduite dirigée par Hellmuth Mäder. Les troupes de l'aile droite du front, en interaction avec les forces du 2e Front de la Baltique libèrent Daugavpils.
Pressant l'attaque principale, les forces du front, le 30 juillet, submergent les points forts et les carrefours de Biržai et Bauska. Le 31 juillet Jelgava est atteint. Les détachements mobiles du Front entrent à Tukums et atteignent la côte du Golfe de Riga, coupant les communications terrestres du Groupe d'armées Nord allemand.

### Contre-attaque allemande
Fin juillet et début août, les forces de Bagramian repoussent les contre-attaques dans les régions de Biržai (4 divisions d'infanterie et quelque 100 chars et canons d'assaut selon les estimations soviétiques) et de Raseiniai (une division d'infanterie et une de blindés). Strachwitz est piégé hors de la poche au nord de la Lituanie. Le Panzerverband de Strachwitz est reformé à ce moment avec des éléments du 101e bataillon SS Panzer de l'as des blindés allemands, l'Oberst Meinrad von Lauchert et la nouveau-née SS-Panzerbrigade Gross commandée par le SS-Sturmbannführer Gross. Dans la poche piège, les panzers restants (StuGs) de Hermann von Salza ainsi que les derniers Jägde Tigers sont formés en un autre Kampfgruppe pour attaquer depuis l'intérieur du piège.
Le 19 août, la contre-attaque dénommée Unternehmen Doppelkopf (Opération Doppelkopf) est lancée. Elle est précédée par un bombardement des canons de 203 mm du croiseur Prinz Eugen (Kriegsmarine), qui détruit 48 T-34 rassemblés dans un square à Tukums. Le 20 août les forces allemandes attaquent dans les régions à l'ouest de Tukums et Sloka, avec le soutien de la marine de guerre allemande. Elles repoussent les troupes soviétiques loin de la côte dans le secteur sud et rétablissent les communications maritimes de leurs formations autour de Riga. Strachwitz et les restes de la XIe Division SS Nodland se rejoignent le 21 juillet et rétablissent le contact entre les Groupes d'armées.

## Épilogue
Le 101e bataillon SS Panzer est maintenant affecté à l'Armee-Abteilung Narwa, renforçant la résistance des défenses blindées, mais le Groupe d'armées Nord est extrêmement vulnérable à une coupure. Le 1er front de la Baltique reprend son offensive en automne, détruisant finalement une partie de la 3e Panzerarmee et coupant les connexions entre les Groupes d'Armées Nord et Centre, dans l'offensive de Memel.